# Кратцерт, Ханс (режиссёр)
Ханс Кратцерт (нем.: Hans Kratzert; 3 февраля 1940, Хеервеген, Германия — 15 августа 2023, Фалькензее) — немецкий кинорежиссёр, наиболее известен как режиссёр детских фильмов ГДР.

## Биография
Родился в 1940 году в Хеервеген, Германия, на конец Второй мировой войны семья оказалась в Чехословакии откуда была депортирована, после развода родителей он вместе со своими тремя братьями и сестрами рос со своей матерью в Альтмарке.
Окончил среднюю школу в школе-интернате Битцендорф. Отслужил срочную военную службу в Национальной народной армии.
В 1960 году подал заявление в Высшую школу кино в Потсдаме и начал обучение на режиссёрском факультете.
В 1964 году получил диплом и начал работать на киностудии «DEFA» помощником режиссёра у Курта Метцига, вторым режиссёром у Гюнтера Райша.
Дебютировал в 1968 году детективным фильмом «Тайна деревянных идолов», затем в 1972 году снял вестерн «Текумзе».
Но между этими двумя фильмами в 1970 году снял фильм для детей «Мы покупаем пожарную машину», и на киностудии ему было предложено снимать в этом жанре.
С 1974 по 1989 год сосредоточился на детских фильмах и телефильмах.
Опубликовал несколько работ по теме детского кино, входил в рабочую группу детского кино секции художественного кино Ассоциации кинематографистов и телевизионщиков ГДР.
После событий 1989 года с закрытием киностудии остался безработным, снимал документальные и видеофильмы для различных небольших кинокомпаний.
Жил в Потсдаме, а с 2000 года — в Фалькензее. Умер в 2023 года в возрасте 83 лет.

## Фильмография
Режиссёр художественных фильмов:
- 1968 — Тайна деревянных идолов / Mord am Montag (ГДР)
- 1970 — Мы покупаем пожарную машину / Wir kaufen eine Feuerwehr
- 1972 — Текумзе / Tecumseh
- 1973 — Король пустыни Бранденбурга / Der Wüstenkönig von Brandenburg
- 1974 — Ганс и Чёрт / Hans Röckle und der Teufel
- 1977 — Оттокар улучшает мир / Ottokar der Weltverbesserer
- 1978 — Неисправимая фантазёрка / Ein Sonntagskind, das manchmal spinnt

## Призы и награды
- 1971 — Приз Министерства культуры ГДР в рамках 4-й недели детского и молодежного кино ГДР — за фильм для детей «Мы покупаем пожарную машину» .
- 1978 — Диплом министра культуры ГДР в рамках 7-й недели детского и молодежного кино ГДР
- 1978 — Диплом детского жюри в рамках 7-й недели детского и молодежного кино ГДР — за фильм «Оттокар улучшает мир»